# Louis Suden
Louis Suden, né aux Pays-Bas, mort le 27 août 1813 à Liegnitz (Prusse), est un général hollandais du Premier Empire.

## États de service
Après le rattachement du Royaume de Hollande à l’Empire français, il est intégré dans l’armée française, avec le grade de général de brigade le 10 novembre 1810, et le 24 décembre suivant il rejoint la 21e division militaire.
Le 9 juin 1812, il commande la 11e brigade de la Garde nationale, puis le 10 février 1813, il prend la tête de la 2e brigade de la 3e division d’infanterie du corps d’observation de l’Elbe. 
Le 31 mars 1813, il passe à la 2e brigade de la 18e division d’infanterie du 5e corps d’armée, puis le 10 août il prend le commandement de la 2e brigade de la 10e division d’infanterie du 3e corps de la Grande Armée. 
Il est mort en captivité le 27 août 1813, des suites de ses blessures reçus à la Bataille de la Katzbach le 26 août.

## Sources
- (en) « Generals Who Served in the French Army during the Period 1789 - 1814: Eberle to Exelmans »
- (pl) « Napoléon.org.pl »
- Ségolène de Dainville-Barbiche, Archives du cabinet Louis Bonaparte, roi de Hollande (1806-1810), Archives Nationales, Paris, 1984, p. 162-165.